# Ochthebius arenicolus
Ochthebius arenicolus är en skalbaggsart som beskrevs av Perkins 1980. Ochthebius arenicolus ingår i släktet Ochthebius och familjen vattenbrynsbaggar. Inga underarter finns listade i Catalogue of Life.